# アフリカ民族会議
アフリカ民族会議（アフリカみんぞくかいぎ、英語: African National Congress, ANC）は、南アフリカ共和国の政党、ブラック・ナショナリズムの団体である。議長（党首）は、シリル・ラマポーザ（第14代）。

## 概説
アパルトヘイトの期間は、獄中のネルソン・マンデラをシンボルに白人政権に対して果敢な闘争を繰り広げた。黒人の参加による民主的な全人種参加選挙による国会が召集された1994年5月以降、同国の与党である。ただしこの選挙で同党は黒人票の90%を獲得したと推定され圧倒的な強さを見せたが、単独で憲法を制定できる2/3には届かなかった。しかし大統領に選出されたマンデラは民族和解・協調を呼びかけ、アパルトヘイト体制下での白人・黒人との対立や格差の是正、黒人各部族間の対立の解消、経済制裁による経済不況からの回復に努めた。
なお同党は組織内に南アフリカ共産党を含むにもかかわらず、中道左派・社会民主主義政党の国際組織である社会主義インターナショナルに加盟している。また同党の党名はインド国民会議（英: Indian National Congress）に範をとっている。

### 歴史
1912年に南アフリカ政府の原住民土地法に反対する 都市知識層を中心とした 黒人解放運動組織・南アフリカ先住民民族会議（SANNC）として出発し、1923年に現名称に改められた。マハトマ・ガンディーの影響を受けて非暴力主義に立ち、反アパルトヘイトや黒人の人権擁護の中心的な団体として消極的な抵抗運動を行う。
1948年、アパルトヘイト政策の強化に向かった国民党に対して武力闘争の路線へシフト。シャープビル虐殺事件以降は非合法化され、拠点を海外に移し反人種運動を行った。シャープビル虐殺をきっかけに武装部門であるウムコントゥ・ウェ・シズウェ（民族の槍）が発足し、1969年に武力闘争を宣し、1970年代より都市部におけるゲリラ戦も展開する。
1994年のアパルトヘイト撤廃以降は一貫して議会にて単独過半数を確保し政権を担ってきたが、長期政権化による腐敗やアパルトヘイト時代を経験しておらずANCに思い入れのない黒人の若者が増加するなどANCは次第に支持を失っていき、2024年5月29日に執行された総選挙では400議席中159議席にとどまり、第1党を維持するも初めて過半数を割った。同年6月15日、白人主体の民主同盟（DA）と連立政権を組むことで合意。同月30日にANCやDAなど11党による連立政権の閣僚32人が発表された。

## 歴代の執行部役員表

### 議長
| 代 | 氏名 | 氏名                                                         | 就任           | 退任           | 備考         |
| -- | ---- | ------------------------------------------------------------ | -------------- | -------------- | ------------ |
| 1  |      | ジョン・ランガリバレレ・デューベ （John Langalibalele Dube） | 1912年         | 1917年         |              |
| 2  |      | サフェコ・マクガト （Sefako Mapogo Makgatho）                | 1917年         | 1924年         |              |
| 3  |      | ザチャリアス・マハバネ （Zacharias Richard Mahabane）        | 1924年         | 1927年         |              |
| 4  |      | ジョシア・グメデ （Josiah Tshangana Gumede）                 | 1927年         | 1930年         |              |
| 5  |      | ピクスレイ・セメ （Pixley ka Isaka Seme）                    | 1930年         | 1936年         |              |
| 6  |      | ザチャリアス・マハバネ （Zacharias Richard Mahabane）        | 1937年         | 1940年         |              |
| 7  |      | アルフレッド・クーマ （Alfred Bitini Xuma）                  | 1940年         | 1949年         |              |
| 8  |      | ジェームス・モロカ （James Moroka）                          | 1949年         | 1952年         |              |
| 9  |      | アルバート・ルツーリ （Albert Luthuli）                      | 1952年         | 1967年         |              |
| 10 |      | オリバー・タンボ （Oliver Reginald Tambo）                   | 1967年         | 1991年         |              |
| 11 |      | ネルソン・マンデラ （Nelson Rolihlahla Mandela）             | 1991年         | 1997年         | 第8代大統領  |
| 12 |      | タボ・ムベキ （Thabo Mvuyelwa Mbeki）                        | 1997年         | 2007年12月18日 | 第9代大統領  |
| 13 |      | ジェイコブ・ズマ （Jacob Gedleyihlekisa Zuma）               | 2007年12月18日 | 2017年12月18日 | 第11代大統領 |
| 14 |      | シリル・ラマポーザ （Matamela Cyril Ramaphosa）              | 2017年12月18日 | 現在           | 第12代大統領 |